# Назарова, Дарья Вячеславовна
Дарья Вячеславовна Назарова (род. 16 ноября 1983) — российская спортсменка, призёр чемпионатов России и Европы по вольной борьбе, мастер спорта России международного класса. Представляла спортивный клуб «Динамо» (Кемерово). В 2001—2009 годах была членом сборной команды страны. В 2009 году оставила большой спорт.

## Спортивные результаты
- Чемпионат России по женской борьбе 2007 года — ;
- Чемпионат России по женской борьбе 2008 года — ;